# Bakonycsernye
Bakonycsernye es un pueblo húngaro perteneciente al distrito de Mór, condado de Fejér.

## Superficie
Cuenta con una superficie de 38,13 km².

## Demografía
Hasta 2024 la población era de 2946 habitantes, con una densidad de población de 77,26 hab/km².
| Gráfica de evolución demográfica de Bakonycsernye entre 2020 y 2024 |
|                                                                     |
| Datos según la Oficina Central de Estadística de Hungría.           |